# Samuel L. Jackson
Samuel Leroy Jackson, més conegut com Samuel L. Jackson   (Washington DC, 21 de desembre de 1948), és un actor de cinema i teatre estatunidenc.

## Biografia

### Primers anys de vida
Samuel Leroy Jackson va néixer a Washington, DC, el 21 de desembre de 1948, fill únic d'Elizabeth Harriett (de soltera Montgomery) i Roy Henry Jackson. Va créixer a Chattanooga, Tennessee. El seu pare vivia lluny de la família a Kansas City, Missouri, i després va morir d'alcoholisme. Jackson el va conèixer només dues vegades durant la seva vida. Va ser criat per la seva mare, treballadora d'una fàbrica i després compradora de subministraments per a una institució mental; també va ser criat pels seus avis materns, Edgar i Pearl Montgomery, així com per la família extensa. Segons les proves d'ADN, Jackson descendeix parcialment del Poble benga de Gabon i es va convertir en ciutadà naturalitzat de Gabon el 2019. Va assistir a diverses escoles segregades i es va graduar a la Riverside High School de Chattanooga. Va tocar la trompa francesa, piccolo, trompeta i flauta a l'orquestra de l'escola. Va desenvolupar un tartamudeig durant la infància i va aprendre a «fingir ser altres persones que no tartamudejaven». Encara utilitza la paraula «fill de puta» per superar un bloc de parla. Encara té dies en què tartamudeja. Inicialment amb la intenció de cursar una llicenciatura en biologia marina, va assistir al Morehouse College d'Atlanta, Geòrgia. Després d'unir-se a un grup d'actuació local per guanyar punts addicionals en una classe, va trobar interès per actuar i va canviar de carrera. Abans de graduar-se el 1972, va cofundar el Just Us Theatre.
Després de l'assassinat de Martin Luther King el 1968, Jackson va assistir al funeral de King a Atlanta com un dels acomodadors. Després va viatjar a Memphis, Tennessee, per unir-se a una marxa de protesta per la igualtat de drets. En una entrevista a Parade de 2005, va dir: «Estava enfadat per l'assassinat, però no em va sorprendre. Sabia que el canvi anava a prendre alguna cosa diferent — no assegudes, ni convivència pacífica.» El 1969, Jackson i diversos estudiants van mantenir com a ostatges als membres del consell d'administració del Morehouse College (incloent-hi Martin Luther King Sr.) al campus, exigint una reforma en el currículum i el govern de l'escola. La universitat finalment va acceptar canviar la seva política, però Jackson va ser acusat i finalment condemnat per confinament il·legal, un delicte de segon grau. Va ser suspès durant dos anys pels seus antecedents penals i les seves accions. Més tard tornaria a la universitat per obtenir una llicenciatura en teatre el 1972. Mentre estava suspès, va agafar una feina com a treballador social a Los Angeles. Va decidir tornar a Atlanta, on es va reunir amb Stokely Carmichael, H. Rap Brown i altres actius en el moviment Black Power. Va començar a sentir-se empoderat amb la seva implicació en el moviment, sobretot quan el grup va començar a comprar armes. No obstant això, abans que pogués involucrar-se en cap enfrontament armat important, la seva mare el va enviar a Los Angeles després que l'FBI li advertís que moriria en un any si es quedava amb el grup. En una entrevista del 2018 a Vogue, va negar haver estat membre del Partit de les Panteres Negres.

### Carrera
Jackson es va especialitzar inicialment en biologia marina al Morehouse College abans de passar a l'arquitectura. Més tard es va establir pel drama després de prendre una classe de parlar en públic i d'aparèixer en una versió de L'òpera dels tres rals. Jackson va començar a actuar a l'escenari, incloent-hi Home i A Soldier's Play, que va ser la inspiració per a la pel·lícula de 1984, A Soldier's Story. Va aparèixer en diverses pel·lícules de televisió i va debutar al llargmetratge a la pel·lícula independent blaxploitation Together for Days (1972). Després d'aquests papers inicials, Jackson es va traslladar d'Atlanta a la ciutat de Nova York el 1976 i va passar la dècada següent apareixent en obres teatrals, incloses les estrenes de The Piano Lesson i Two Trains Running al Yale Repertory Theatre. Jackson va desenvolupar addiccions a l'alcohol i la cocaïna, que li van impedir continuar amb les dues obres a Broadway (els actors Charles S. Dutton i Anthony Chisholm van ocupar el seu lloc).

### Dècada de 1980
Després d'una actuació l'any 1981 a l'obra A Soldier's Play, Jackson es va presentar al director Spike Lee, que el va triar per a petits papers a School Daze (1988) i Do the Right Thing (1989). També va treballar durant tres anys com a substitut de Bill Cosby a The Cosby Show. Al llarg de la seva primera carrera cinematogràfica, principalment en papers mínims en pel·lícules com Coming to America (1988) i diverses pel·lícules de televisió, Jackson va ser mentor de Morgan Freeman.

### Dècada de 1990

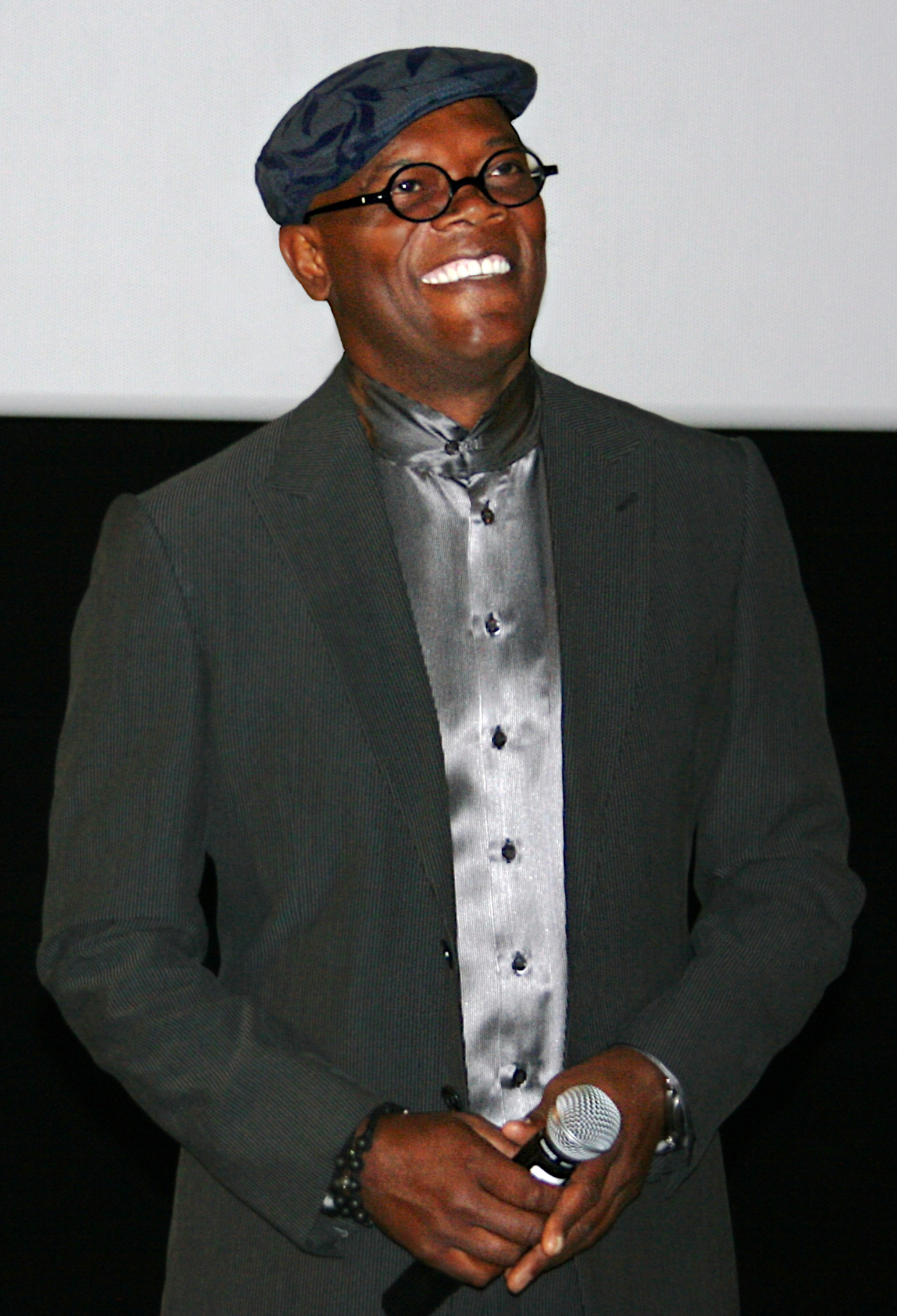
Jackson a l'estrena de Cleaner a París, abril de 2008

Jackson va tenir un paper menor a la pel·lícula de Martin Scorsese de 1990 Un dels nostres, com a soci de la màfia. Després d'haver pres una sobredosi d'heroïna diverses vegades, es va canviar a la cocaïna. La seva família el va ingressar a una clínica de rehabilitació de Nova York. Després de completar la rehabilitació, va aparèixer a Jungle Fever com un addicte a la cocaïna. Jackson va dir que el paper era catàrtic, comentant: «Va ser una cosa divertida. Quan vaig sortir de la rehabilitació, aproximadament una setmana més tard estava al plató i estàvem preparats per començar a rodar.» La seva actuació va ser tan aclamada que el jurat del Festival de Cannes de 1991 va afegir un premi especial «actor secundari» només per a ell. A més d'aquest premi, en va guanyar molts més: un Os d'or al Festival Internacional de Cinema de Berlín, un premi de l'BAFTA i dos Premis Independent Spirit. Després d'aquest paper, Jackson es va involucrar amb la comèdia Strictly Business i els dramas Juice i Patriot Games. Després va passar a altres dues comèdies: Amb l'arma a punt (el seu primer paper protagonista) i Atrapeu el lladre. Jackson va treballar amb el director Steven Spielberg a Jurassic Park de 1993.
Després d'un gir com el criminal Big Don a True Romance de 1993 —escrit per Quentin Tarantino i dirigit per Tony Scott—, Tarantino va demanar a Jackson que interpretés Jules Winnfield a Pulp Fiction (1994). Jackson es va sorprendre en saber que la part havia estat escrita específicament per a ell: «Saber que algú havia escrit una cosa com Jules per a mi. Vaig quedar aclaparat, agraït, arrogant: tota aquesta combinació de coses que podríeu ser, sabent que algú us donarà una oportunitat com aquesta.» Pulp Fiction, la trentena pel·lícula de Jackson, el va fer reconegut internacionalment i va rebre elogis de la crítica. Entertainment Weekly va escriure: «Per excel·lents que siguin Travolta, Willis i Keitel, l'actor que regna sobre Pulp Fiction és Samuel L. Jackson. Gairebé encén focs amb els seus ulls de gremlin i transforma els seus discursos en soliloquis hipnòtics de bebop.» Per als Premis de l'Acadèmia, Miramax Films va impulsar i va rebre la nominació a Millor actor secundari per a Jackson. També va rebre una nominació al Globus d'Or i va guanyar el premi BAFTA al millor paper secundari.
Després de Pulp Fiction, Jackson va rebre diversos guions per revisar: «Fàcilment podria haver fet una carrera fent de Jules al llarg dels anys. Tothom m'envia sempre el guió que creu que és el nou Pulp Fiction.» Amb una successió de pel·lícules de baix rendiment com Kiss of Death, The Great White Hype i Losing Isaiah, Jackson va començar a rebre males crítiques de la crítica que havia elogiat la seva actuació a Pulp Fiction. Això va acabar amb la seva participació en els dos èxits de taquilla, Die Hard: With a Vengeance, protagonitzat al costat de Bruce Willis a la tercera entrega de la sèrie Die Hard; i A Time to Kill, on va interpretar un pare jutjat per matar dos homes que van violar la seva filla. For A Time to Kill, Jackson va guanyar una imatge NAACP al millor actor secundari en una pel·lícula i una nominació al Globus d'Or com a millor actor secundari. El 1995, va ser nominat als Premis de l'Acadèmia a la categoria d'Oscar al millor actor secundari pel seu paper com a Jules Winnfield en la pel·lícula Pulp Fiction.
Es va convertir ràpidament en una estrella de taquilla, Jackson va continuar amb tres papers protagonistas el 1997. A 187 va interpretar un professor dedicat que s'esforçava per deixar un impacte en els seus alumnes. Va rebre un premi Independent Spirit a la millor primera pel·lícula al costat de l'escriptor/director per primera vegada Kasi Lemmons al drama Eve's bayou, del qual també va exercir de productor executiu. Va tornar a treballar amb Tarantino a Jackie Brown i va rebre l'Ós de Plata al Millor Actor al Festival de Cinema de Berlín i una quarta nominació al Globus d'Or per la seva interpretació del comerciant d'armes Ordell Robbie. El 1998, va treballar amb actors consolidats: Sharon Stone i Dustin Hoffman a Sphere; i Kevin Spacey a The Negotiator, interpretant un negociador d'ostatges que recorre a prendre ostatges ell mateix quan és acusat falsament d'assassinat i malversació. El 1999, Jackson va protagonitzar la pel·lícula de terror Deep Blue Sea, i com el Mestre Jedi Mace Windu a Star Wars: Episode I - The Phantom Menace de George Lucas. En una entrevista, Jackson va afirmar que no va tenir l'oportunitat de llegir el guió de la pel·lícula i que no va saber que interpretava el personatge de Mace Windu fins que li van preparar el seu vestit (tot i que més tard va dir que estava impacient per acceptar qualsevol paper, només per tenir l'oportunitat de formar part de la saga de La Guerra de les galàxies).

### Anys 2000

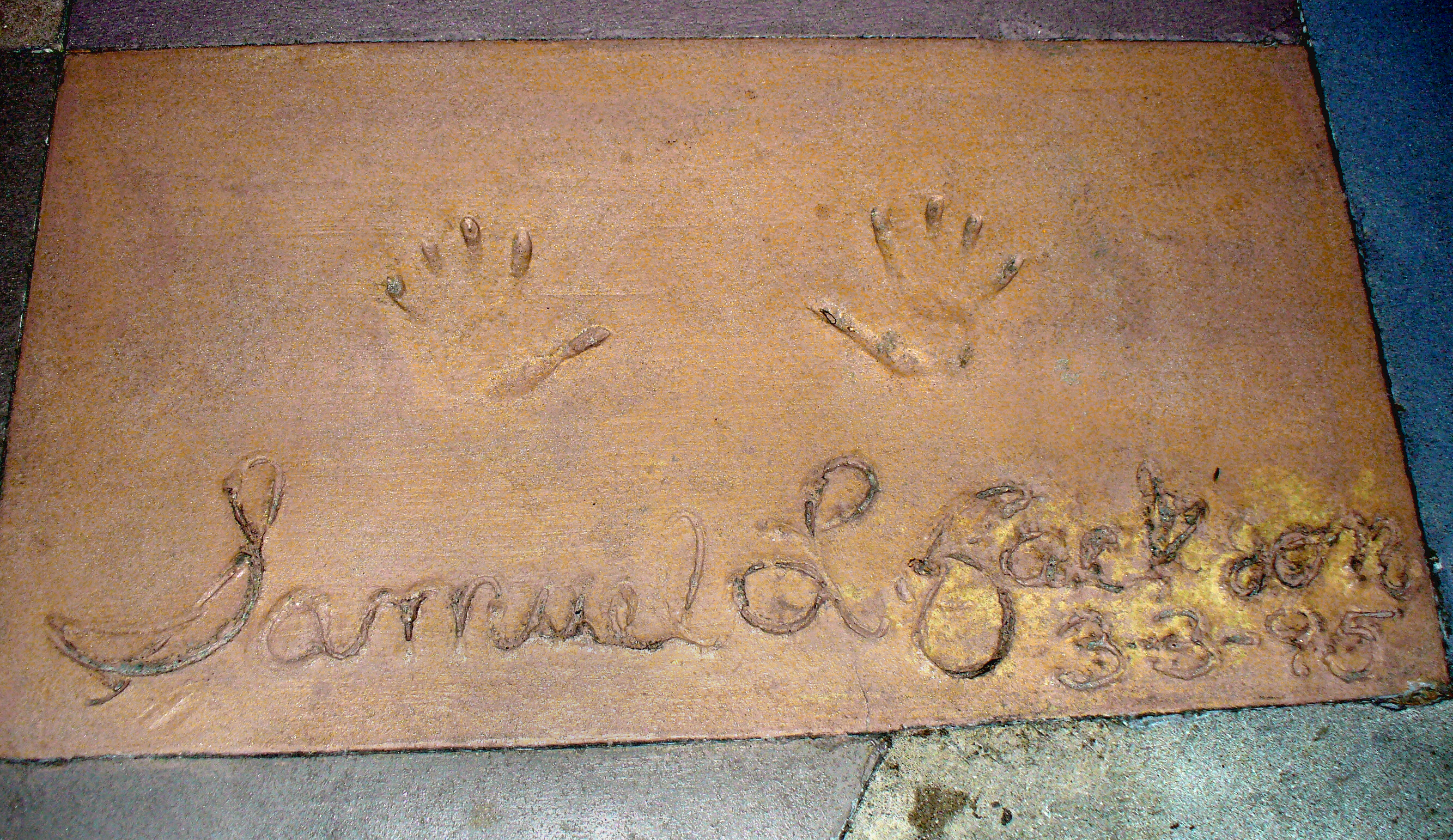
Les empremtes de mans de Jackson davant de Mickey & Minnie's Runaway Railway al parc temàtic Disney's Hollywood Studios de Walt Disney World

El 13 de juny de 2000, Jackson va ser homenatjat amb una estrella al Passeig de la Fama de Hollywood al 7018 Hollywood Blvd. Va començar la següent dècada de la seva carrera cinematogràfica interpretant un coronel de la Marina sotmès a judici a Rules of Engagement, va protagonitzar per tercera vegada amb Bruce Willis el thriller sobrenatural Unbreakable i va protagonitzar el remake de 2000 de la pel·lícula Shaft de 1971. Va repetir els dos darrers papers el 2019, el seu personatge Unbreakable Mr. Glass a Glass i Shaft en una altra pel·lícula titulada Shaft . L'única pel·lícula de Jackson el 2001 va ser The Caveman's Valentine, un thriller d'assassinats dirigit per Lemmons en què interpretava a un músic sense llar. El 2002, va interpretar un alcohòlic en recuperació, intentant mantenir la custòdia dels seus fills mentre lluitava en una batalla d'enginy (a Changing Lanes) amb el personatge de Ben Affleck. Va tornar a Star Wars: Episodi II - L'atac dels clons, veient que el seu paper secundari es convertia en un personatge important. El sabre làser morat de Mace Windu a la pel·lícula va ser el resultat del suggeriment de Jackson; volia estar segur que el seu personatge destacaria en una escena de batalla multitudinària. Jackson va actuar després com a agent de la NSA, al costat de Vin Diesel a XXX, i com a traficant de drogues amb kilt a The 51st State. El 2003, Jackson va tornar a treballar amb John Travolta a Basic i després com a sergent de policia al costat de Colin Farrell al remake del programa de televisió SWAT Una cançó de la banda sonora va rebre el seu nom, titulada Sammy L. Jackson de Hot Action Cop. Jackson també va aparèixer al documental de HBO Memòries Desencadenades, com a narrador juntament amb moltes altres estrelles com Angela Bassett i Whoopi Goldberg. Basant-se en les crítiques recollides per Rotten Tomatoes, l'any 2004 Jackson va protagonitzar tant les seves pel·lícules més baixes com les més ben valorades de la seva carrera. Al thriller Twisted, Jackson va fer de mentor d'Ashley Judd. La pel·lícula va obtenir una puntuació d'aprovació del 2% al lloc web, i els crítics van qualificar la seva actuació de «desapareguda» i «desaprofitada». Després va prestar la seva veu a la pel·lícula d'animació per ordinador Els increïbles com el superheroi Frozone. La pel·lícula va rebre un 97% d'aprovació, i l'actuació de Jackson li va valer una nominació al premi Annie a la millor interpretació de veu. Va fer un cameo en una altra pel·lícula de Quentin Tarantino, Kill Bill: vol. 2.

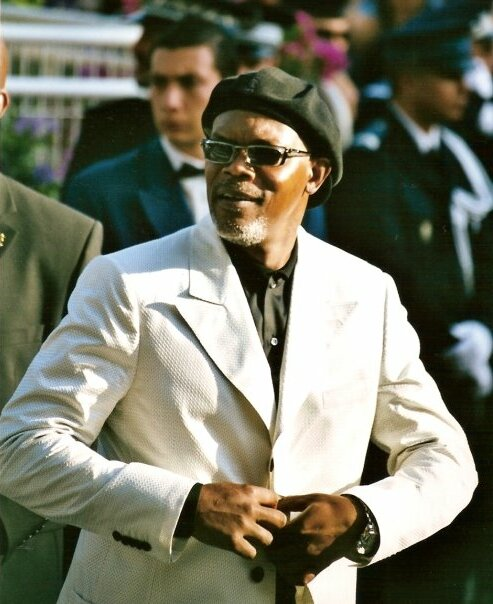
Jackson al Festival de Cannes 2005

El 2005, va protagonitzar el drama esportiu Coach Carter, on va interpretar un entrenador (basat en l'entrenador real Ken Carter) dedicat a ensenyar als seus jugadors que l'educació és més important que el bàsquet. Tot i que la pel·lícula va rebre crítiques diverses, l'actuació de Jackson va ser elogiada malgrat la història de la pel·lícula. Bob Townsend de l'Atlanta Journal-Constitution va elogiar l'actuació de Jackson: «Agafa el que podria haver estat un paper de tòpic de cartró i li posa carn amb la seva intel·ligència extravagant». Jackson també va tornar per a dues seqüeles: XXX: State of the Union, aquesta vegada al comandament d'Ice Cube, i la darrera pel·lícula de preqüela de Star Wars, Star Wars: Episode III - Revenge of the Sith. La seva darrera pel·lícula del 2005 va ser The Man al costat del còmic Eugene Levy. El 4 de novembre de 2005, va rebre el premi Achievement in Acting del Festival Internacional de Cinema de Hawaii.
El 30 de gener de 2006, Jackson va ser homenatjat amb una cerimònia de mà i petjada al Grauman's Chinese Theatre; és el setè actor afroamericà i el 191è reconegut d'aquesta manera. En una entrevista d'aquell any, va dir que tria papers que són «emocionants de veure» i que tenen un «personatge interessant dins d'una història", i que en els seus papers volia "fer coses que [ell] no ha fet, coses que [el] va veure de petit i volia fer i ara [té] l'oportunitat de fer.» A continuació, va protagonitzar l'actriu al costat de Julianne Moore en el fracàs de taquilla Freedomland, on va representar un detectiu de policia que intentava ajudar una mare a trobar el seu fill segrestat mentre sufocava un motí racial a tota la ciutat. La segona pel·lícula de l'any de Jackson, Snakes on a Plane, va guanyar l'estatus de pel·lícula de culte mesos abans de ser estrenada segons el seu títol i repartiment. La decisió de Jackson de protagonitzar la pel·lícula es va basar únicament en el títol. Per generar expectació per a la pel·lícula, també va fer un cameo al vídeo musical del 2006 «Snakes on a Plane (Bring It)» de Cobra Starship. El 2 de desembre de 2006, Jackson va guanyar el German Bambi Award for International Film, basat en les seves nombroses contribucions cinematogràfiques. El desembre de 2006, Jackson va protagonitzar Home of the Brave, com un metge que tornava a casa després de la Guerra de l'Iraq.

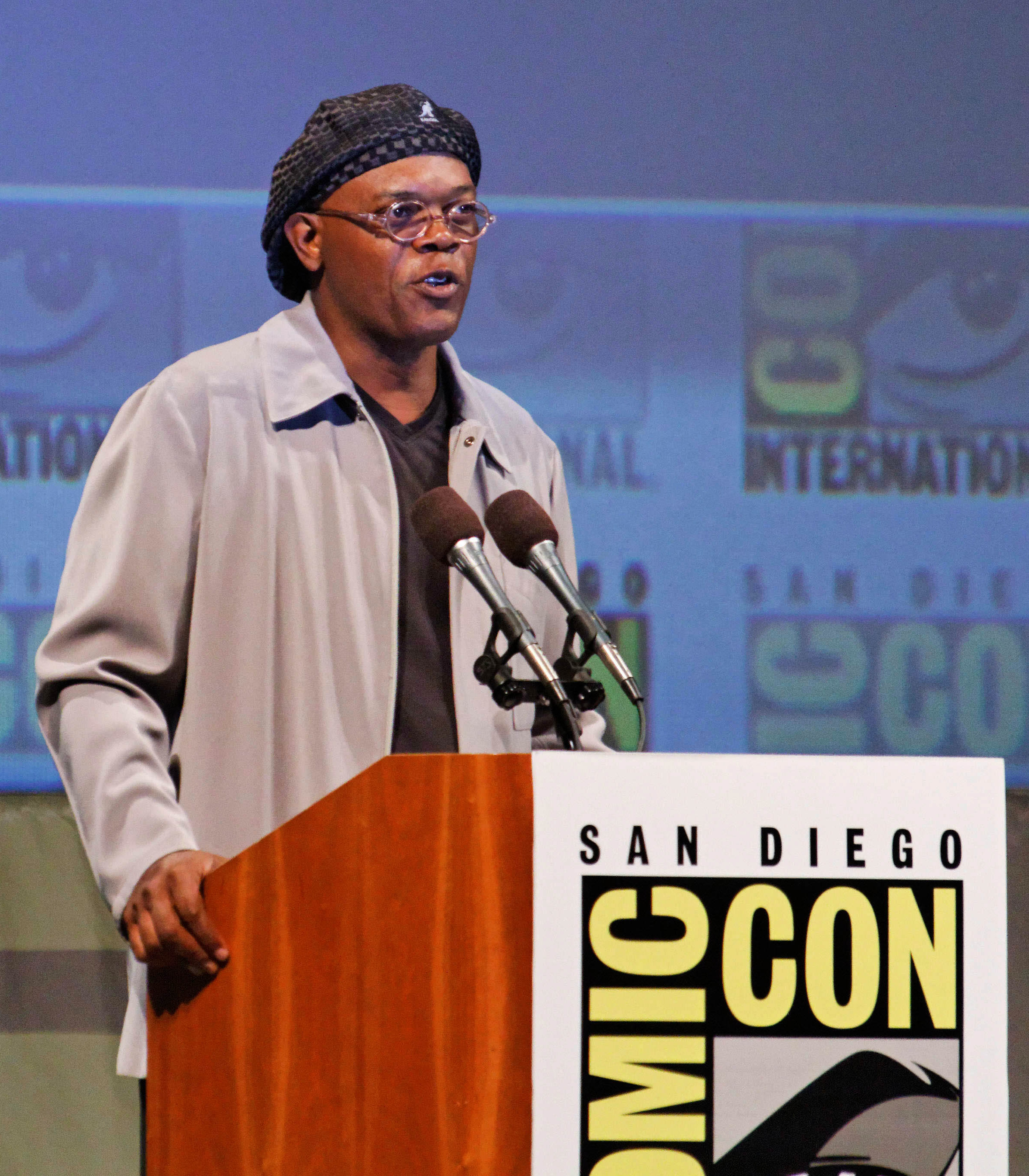
Jackson a la Comic-Con de 2010 a San Diego

El 30 de gener de 2007, Jackson va aparèixer com a narrador directament per a vídeo de Bob Saget Farce of the Penguins. La pel·lícula va ser una parodia de l'èxit de taquilla March of the Penguins (que va ser narrada per Morgan Freeman). També el 2007, va interpretar un jugador de blues que empresona una dona jove (Christina Ricci) addicta al sexe a Black Snake Moan, i la pel·lícula de terror L'habitació 1408, una adaptació del conte de Stephen King. Més tard el mateix any, Jackson va retratar un atleta que es fa passar per l'antic pes pesant de boxa Bob Satterfield al drama del director Rod Lurie, Resurrecting the Champ. El 2008, Jackson va repetir el seu paper de Mace Windu a la pel·lícula CGI, Star Wars: The Clone Wars, seguida de Lakeview Terrace on va interpretar un policia racista que aterroritza una parella interracial. El novembre del mateix any, va protagonitzar juntament amb Bernie Mac i Isaac Hayes (que tots dos van morir abans de l'estrena de la pel·lícula) a Soul Men. El 2008, va retratar el vilà a The Spirit, que va ser mal rebut per la crítica i la taquilla. El 2009, va tornar a treballar amb Quentin Tarantino quan va narrar diverses escenes de la pel·lícula de la Segona Guerra Mundial Inglourious Basterds. A més del cinema, va autoritzar que l'empresa Marvel Comics dissenyés el personatge Nick Fury de l'Univers Ultimate. També va posar la veu a un personatge del videojoc Grand Theft Acte: San Andreas. Produeix i protagonitza els dibuixos animats Afro Samurai, en què dona la veu a dos personatges (Afro i Ninja).

### Anys 2010
El 2010, va protagonitzar el drama Mares i filles i va retratar un interrogador que intenta localitzar diverses armes nuclears a la pel·lícula directament per a vídeo Unthinkable. Al costat de Dwayne Johnson, Jackson va tornar a interpretar un agent de policia a les escenes inicials de la comèdia The Other Guys. També va protagonitzar amb Tommy Lee Jones una adaptació cinematogràfica de The Sunset Limited.

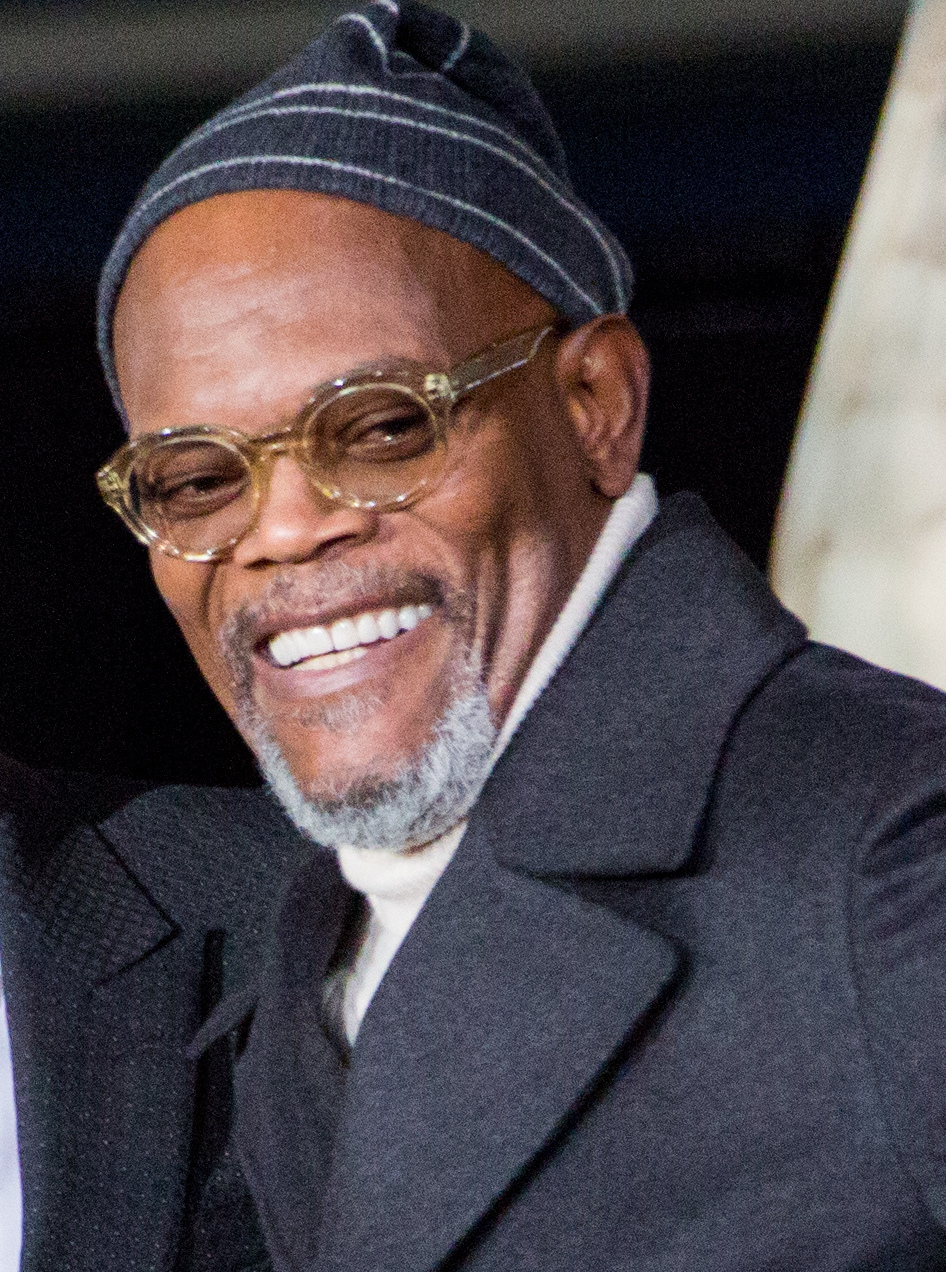
Jackson el 2017

Al llarg de la carrera de Jackson, ha aparegut en moltes pel·lícules al costat de rapers principals. Aquests inclouen Tupac Shakur (Juice), Queen Latifah (Juice / Sphere / Jungle Fever), Method Man (One Eight Seven), LL Cool J (Deep Blue Sea / SWAT), Busta Rhymes (Shaft), Eve (xXx), Ice Cube (xXx: State of the Union), Xzibit (xXx: State of the Union), David Banner (Black Snake Moan) i 50 Cent (Home of the Brave). A més, Jackson ha aparegut en cinc pel·lícules amb l'actor Bruce Willis (Amb l'arma a punt, Pulp Fiction, Die Hard with a Vengeance, El protegit i Glass) i els actors estaven programats per treballar junts a Black Water Transit abans que tots dos abandonessin.
El 2002, Jackson va donar el seu consentiment perquè Marvel Comics dissenyés la seva versió «Ultimate Marvel» del personatge Nick Fury a partir del seu aspecte. A la pel·lícula de 2008 Iron Man, va fer un cameo com a personatge en una escena posterior als crèdits. El febrer de 2009, Jackson va signar un acord de nou imatges amb Marvel Studios que el veuria aparèixer com el personatge d’Iron Man 2, Thor, Captain America: The First Avenger i The Avengers, així com qualsevol altra pel·lícula posterior produïda. Va repetir el paper a Captain America: The Winter Soldier (2014) i Avengers: Age of Ultron (2015). Al febrer de 2015, Jackson va declarar que només li quedaven dues pel·lícules al seu contracte amb Marvel després d'Age of Ultron. El 2018 i el 2019, Jackson va fer un cameo com a Fury a les seqüeles dels Venjadors Infinity War i Endgame, i va tenir un paper destacat com un Fury més jove a Captain Marvel al costat de Brie Larson.
Entre els seus papers cinematogràfics més recents, Jackson va aparèixer a Django Unchained de Quentin Tarantino, que es va estrenar el 25 de desembre de 2012, The Hateful Eight de Tarantino, que es va estrenar en 70 mm el 25 de desembre de 2015 i Kong: Skull Island de Jordan Vogt-Roberts, que es va estrenar el 10 de març de 2017. El 2019, Jackson va repetir el seu paper Unbreakable com a Mr. Glass a la pel·lícula Glass i el seu paper de Shaft a Shaft, ambdues seqüeles de les seves pel·lícules del 2000. També el 2019, va aparèixer a la pel·lícula de Brie Larson Unicorn Store, i va tenir un paper destacat com Fury a la pel·lícula Marvel Spider-Man: Far From Home. A més, va repetir el seu paper de Fury en un cameo a la sèrie de televisió ABC Agents of SHIELD el 2013 i el final de temporada el 2014.

### Anys 2020
El 2020, va aparèixer a la sèrie documental de televisió Enslaved. També va aparèixer a la pel·lícula del 2021 Spiral: From the Book of Saw al costat de Chris Rock. Després d'onze anys d'absència dels escenaris, Jackson tornarà a Broadway com Doaker Charles en una revival de The Piano Lesson d'August Wilson al costat de John David Washington i Danielle Brooks. La producció del 2022 estarà dirigida per la dona de Jackson , LaTanya Richardson Jackson.
Està preparat per produir una adaptació cinematogràfica d'acció real d'Afro Samurai i interpretarà el paper de Sho'nuff en un remake de The Last Dragon. Està preparat per repetir el seu paper de MCU com a Nick Fury a la propera sèrie de Disney+ Secret Invasion, a The Marvels, la seqüela de Captain Marvel. i Garfield: La pel·lícula (2024).

## Vida privada
Està casat amb l'actriu Latanya Richardson, a qui va conèixer a la Universitat Morehouse College, i tenen una filla que es diu Zoe.
És aficionat al bàsquet (especialment als Harlem Globetrotters) i al golf (es diu que n'és gran jugador).
Jackson també és un gran fan del Liverpool FC d'ençà que va fer la pel·lícula Negocis bruts a Liverpool, Anglaterra.
És vegà des de 2007.

## Filmografia
| Any  | Títol                                                                                       |
| ---- | ------------------------------------------------------------------------------------------- |
| 1981 | Ragtime                                                                                     |
| 1988 | Coming to America                                                                           |
| 1989 | Sea of Love                                                                                 |
| 1989 | Do the Right Thing                                                                          |
| 1990 | Def by Temptation                                                                           |
| 1990 | Executiu, executor (A Shock to the System)                                                  |
| 1990 | Betsy's Wedding                                                                             |
| 1990 | Mo' Better Blues                                                                            |
| 1990 | The Exorcist III                                                                            |
| 1990 | Un dels nostres (Goodfellas)                                                                |
| 1990 | The Return of Superfly                                                                      |
| 1991 | Jungle Fever                                                                                |
| 1991 | Johnny Suede                                                                                |
| 1992 | Patriot Games                                                                               |
| 1992 | White Sands                                                                                 |
| 1993 | Atrapeu el lladre (Amos & Andrew))                                                          |
| 1993 | Amb l'arma a punt (Loaded Weapon 1)                                                         |
| 1993 | Amor a boca de canó (True Romance)                                                          |
| 1993 | Parc Juràssic (Jurassic Park)                                                               |
| 1994 | Pulp Fiction                                                                                |
| 1994 | Fresh                                                                                       |
| 1994 | Contra el mur (Against the Wall)                                                            |
| 1994 | The Search for One-eye Jimmy                                                                |
| 1995 | Die Hard: With a Vengeance                                                                  |
| 1995 | Kiss of Death                                                                               |
| 1995 | Xamba, un gos molt humà (Fluke) (veu)                                                       |
| 1996 | Memòria letal (The Long Kiss Goodnight)                                                     |
| 1996 | Una última copa (Trees Lounge)                                                              |
| 1996 | A Time to Kill                                                                              |
| 1996 | The Great White Hype                                                                        |
| 1997 | Jackie Brown                                                                                |
| 1997 | Eve's bayou (L'estany de l'Eva) (Eve's Bayou)                                               |
| 1997 | 187 (One Eight Seven)                                                                       |
| 1998 | The Red Violin                                                                              |
| 1998 | The Negotiator                                                                              |
| 1998 | Esfera (Sphere)                                                                             |
| 1999 | Deep Blue Sea                                                                               |
| 1999 | Star Wars Episode I: The Phantom Menace                                                     |
| 2000 | El protegit (Unbreakable)                                                                   |
| 2000 | Shaft: El retorn (Shaft, the return)                                                        |
| 2000 | Normes d'intervenció (Rules of Engagement)                                                  |
| 2001 | The 51st State                                                                              |
| 2002 | Triple X (xXx)                                                                              |
| 2002 | Star Wars episodi II: L'atac dels clons (Star Wars Episode II: Attack of the Clones)        |
| 2001 | La mort d'un àngel (The Caveman's Valentine)                                                |
| 2003 | Sense cap motiu aparent (No Good Deed)                                                      |
| 2003 | Els homes de Harrelson (S.W.A.T.)                                                           |
| 2003 | Basic                                                                                       |
| 2004 | Un país a l'Àfrica (Country of My Skull)                                                    |
| 2004 | Veu de Frank Tenpenny en el videojoc GTA San Andreas                                        |
| 2004 | Els increïbles (The Incredibles)                                                            |
| 2004 | Kill Bill Vol.2                                                                             |
| 2004 | Tomb inesperat (Twisted)                                                                    |
| 2005 | El cap (The Man)                                                                            |
| 2005 | CSI: Miami extra com ninot de proves                                                        |
| 2005 | Star Wars episodi III: La venjança dels Sith (Star Wars: Episode III – Revenge of the Sith) |
| 2005 | XXX: Estat d'emergència (XXX: State of the Union)                                           |
| 2005 | Coach Carter                                                                                |
| 2006 | Black Snake Moan                                                                            |
| 2006 | Retorn a l'infern (Home of the Brave)                                                       |
| 2007 | L'habitació 1408 (1408)                                                                     |
| 2007 | Cleaner                                                                                     |
| 2007 | Afro Samurai veu d'Afro Samurai i Ninja Ninja                                               |
| 2007 | L'últim assalt (Resurrecting the Champ)                                                     |
| 2008 | The Spirit                                                                                  |
| 2008 | Soul Men                                                                                    |
| 2008 | Protegits pel seu enemic (Lakeview Terrace)                                                 |
| 2008 | Jumper                                                                                      |
| 2008 | Iron man                                                                                    |
| 2009 | Maleïts malparits (Inglourious Basterds)                                                    |
| 2009 | Unthinkable                                                                                 |
| 2010 | The Other Guys                                                                              |
| 2011 | Captain America: The First Avenger                                                          |
| 2012 | The Avengers                                                                                |
| 2014 | Caça major (Big Game)                                                                       |
| 2014 | Captain America: The Winter Soldier                                                         |
| 2015 | Barely Lethal                                                                               |
| 2015 | Avengers: Age of Ultron                                                                     |
| 2015 | Ant-Man                                                                                     |
| 2016 | La llegenda de Tarzan (The Legend of Tarzan)                                                |
| 2016 | Miss Peregrine's Home for Peculiar Children                                                 |
| 2017 | xXx: Return of Xander Cage                                                                  |
| 2017 | L'escorta del sicari (The Hitman's Bodyguard)                                               |
| 2017 | Kong: L'illa Calavera (Kong: Skull Islan)                                                   |
| 2018 | Avengers: Infinity War (cameo)                                                              |
| 2019 | Glass                                                                                       |
| 2019 | Shaft                                                                                       |
| 2019 | Captain Marvel                                                                              |
| 2019 | Avengers: Endgame                                                                           |
| 2019 | Spider-Man: Far From Home                                                                   |
| 2019 | Unicorn Store                                                                               |
| 2020 | The Banker                                                                                  |
| 2021 | Spiral                                                                                      |
| 2021 | Hitman's Wife's Bodyguard                                                                   |
| 2022 | The Protégé                                                                                 |
| 2022 | Paws of Fury: The Legend of Hank                                                            |
| 2023 | The Kill Room                                                                               |
| 2023 | The Marvels                                                                                 |
| 2024 | Argylle                                                                                     |
| 2024 | Garfield: La pel·lícula                                                                     |

## Premis

### Oscar
| Any  | Categoria                            | Pel·lícula   | Resultat  |
| ---- | ------------------------------------ | ------------ | --------- |
| 1993 | Oscar al millor actor de repartiment | Pulp Fiction | Nominat   |
| 2021 | Oscar honorífic                      |              | Guanyador |

### Globus d'Or
| Any  | Categoria                                           | Pel·lícula       | Resultat |
| ---- | --------------------------------------------------- | ---------------- | -------- |
| 1997 | Globus d'Or al millor actor musical o còmic         | Jackie Brown     | Nominat  |
| 1994 | Globus d'Or al millor actor de repartiment          | Pulp Fiction     | Nominat  |
| 1994 | Globus d'Or al millor actor de minisèrie o telefilm | Against the Wall | Nominat  |

### BAFTA
| Any  | Categoria                       | Pel·lícula   | Resultat  |
| ---- | ------------------------------- | ------------ | --------- |
| 1993 | BAFTA al millor actor secundari | Pulp Fiction | Guanyador |